# 杉本誠司
杉本 誠司（すぎもと せいじ、1967年3月31日 - ）は、日本の実業家。ニワンゴ代表取締役社長や、関西大学社会学部客員教授、桜美林大学参与などを歴任した。桜美林大学アメリカンフットボール部監督。

## 人物・経歴
東京都八王子市生まれ。1989年、桜美林大学経済学部を卒業し、ウェザーニューズへ入社。高校時代はラグビー、大学時代はアメリカンフットボール部に所属し、のちにXリーグのコーチも務めた。また、大学では社会科教育職員免許状を取得した。
1997年にジーセブン、2002年にガマニア・デジタル・エンターテインメントへ転職。2003年、ドワンゴへ入社し、新規事業を担当して無料メールポータル・ニワンゴの立ち上げなどにあたった。
2005年からニワンゴ代表取締役社長を務め、ドワンゴニコニコ事業本部副本部長兼アライアンス事業部部長、ドワンゴ社ワンゴ広報部長、ドワンゴコンテンツ　ニュースプラットフォーム部長なども兼務し、ニコニコ動画の運営などを手掛けた。2006年、スカイスクレイパー取締役。2013年、関西大学社会学部客員教授。2014年、インターネット報道協会理事。2015年、桜美林学園評議会評議員。
2016年、一橋大学大学院社会学研究科地球社会専攻修士課程を修了し、同大学大学院社会学研究科地球社会専攻博士後期課程へ入学、ブループリントCMO。2017年、ExaSeeds代表取締役社長、ネクストエンターテインメント代表取締役社長。この間、桜美林大学参与も務めた。